# Hochstadt am Main
Hochstadt am Main (amtlich Hochstadt a.Main) ist eine Gemeinde im oberfränkischen Landkreis Lichtenfels.

## Geografie

### Geografische Lage
Der Ort Hochstadt liegt etwa 7,5 km östlich von Lichtenfels. Die höchste Erhebung in der Gemeinde ist der Eulenberg mit 457 m ü. NHN.

### Gemeindegliederung
Es gibt neun Gemeindeteile (in Klammern ist der Siedlungstyp angegeben):
- Anger (Dorf)
- Burgstall (Dorf)
- Geutersberg (Einöde)
- Gruben (Weiler)
- Hochstadt a.Main (Pfarrdorf)
- Obersdorf (Dorf)
- Reuth (Dorf)
- Thelitz (Dorf)
- Wolfsloch (Dorf)

## Geschichte
Im Jahr 1182 wurde der Ort erstmals als Hohstat prope Meyn urkundlich erwähnt. Der Bamberger Bischof Otto II. erwarb durch Kauf und Tausch die Ansiedlung von den Edelfreien von Niesten und Reiffenberg und übereignete sie dem Zisterzienserkloster Langheim.

### Eingemeindungen
Im Zuge der Gebietsreform in Bayern wurden am 1. Mai 1978 wurden die Gemeinden Obersdorf mit den Gemeindeteilen Anger, Reuth und Thelitz sowie Wolfsloch mit Burgstall eingegliedert.

### Einwohnerentwicklung
Im Zeitraum 1988 bis 2018 sank die Einwohnerzahl von 1693 auf 1650 um 43 Einwohner bzw. um 2,5 %. Am 31. Dezember 1998 zählte Hochstadt am Main 1755 Einwohner.

## Politik
Die Gemeinde ist Mitglied der Verwaltungsgemeinschaft Hochstadt-Marktzeuln mit Sitz in Marktzeuln. Eine Außenstelle der Verwaltungsgemeinschaft befindet sich im Ort Hochstadt.

### Bürgermeister
Erster Bürgermeister ist seit 2020 Max Zeulner (CSU). Vorgänger war Thomas Kneipp (CSU).

### Gemeinderat
Der Gemeinderat hat 13 Mitglieder einschließlich des Ersten Bürgermeisters.
- CSU: 7 Sitze
- Freie Wähler: 3 Sitze
- SPD: 2 Sitze

(Stand: Kommunalwahl am 15. März 2020)

### Wappen
| Wappen der Gemeinde Hochstadt am Main | Blasonierung: „In Blau ein goldener Kelch, aus dem ein goldener Abtstab wächst; darüber eine durchgehende, dreibogige, gemauerte silberne Brücke.“ |
| Wappen der Gemeinde Hochstadt am Main | Wappenbegründung: Die Brücke symbolisiert die verkehrsgünstige Lage des Ortes am Main und den Flussübergang im Ort. Im Jahr 1783 wurde eine steinerne Bogenbrücke über den Main gebaut, die in den letzten Kriegstagen 1945 zerstört wurde. Kelch und Abtstab stammen aus dem Wappen des Klosters Langheim. Der Bamberger Bischof Otto I. (1102 bis 1139) gründete 1132 das Kloster, dem Bischof Otto II. (1177 bis 1196) seine Besitzungen in Hochstadt schenkte. Bis zur Säkularisation 1803 hatte das Kloster die Dorf- und Gemeindeherrschaft in Hochstadt inne. Dieses Wappen wird seit 1970 geführt. |

## Baudenkmäler

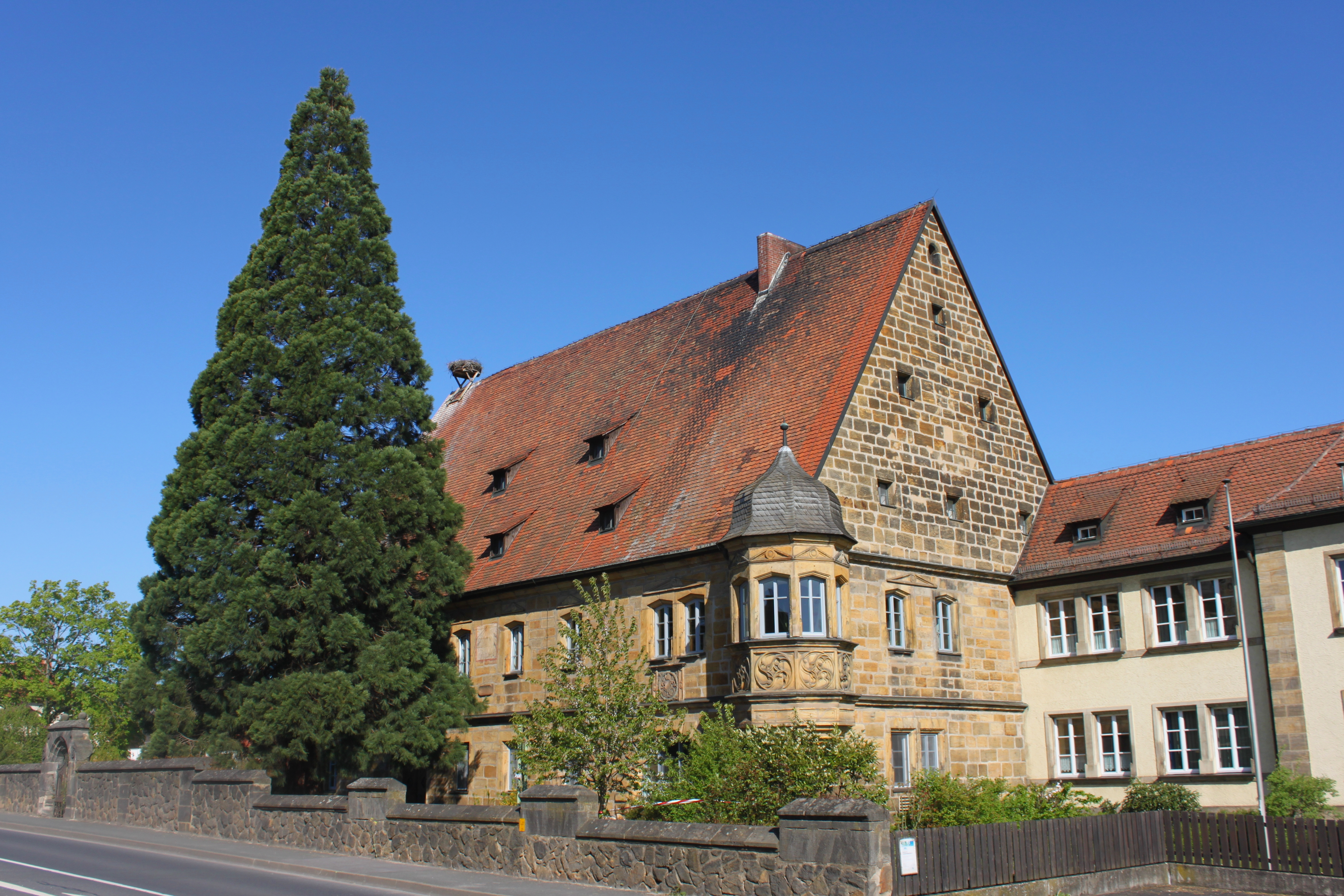
Bezirksklinik, ehemaliges Amtshaus des Klosters Langheim

- Das klösterliche Amtshaus, ein repräsentativer Renaissancebau, wurde 1605 errichtet.
- Die katholische Kirche Mariä Himmelfahrt geht auf eine Kapelle aus dem 14. Jahrhundert zurück.

## Verkehr
Der Bahnhof Hochstadt-Marktzeuln liegt an der Bahnstrecke Bamberg–Hof und ist Ausgangspunkt der Frankenwaldbahn. Hochstadt liegt direkt an der Bundesstraße 173. Durch den Ort verläuft der Fränkische Marienweg.

## Persönlichkeiten
- Ernestine Reuter (1870–1934), Aktivistin der bürgerlichen Frauenbewegung
- Otto Schuhmann (1944–2025), Politiker (SPD)